# Willem Elsschot

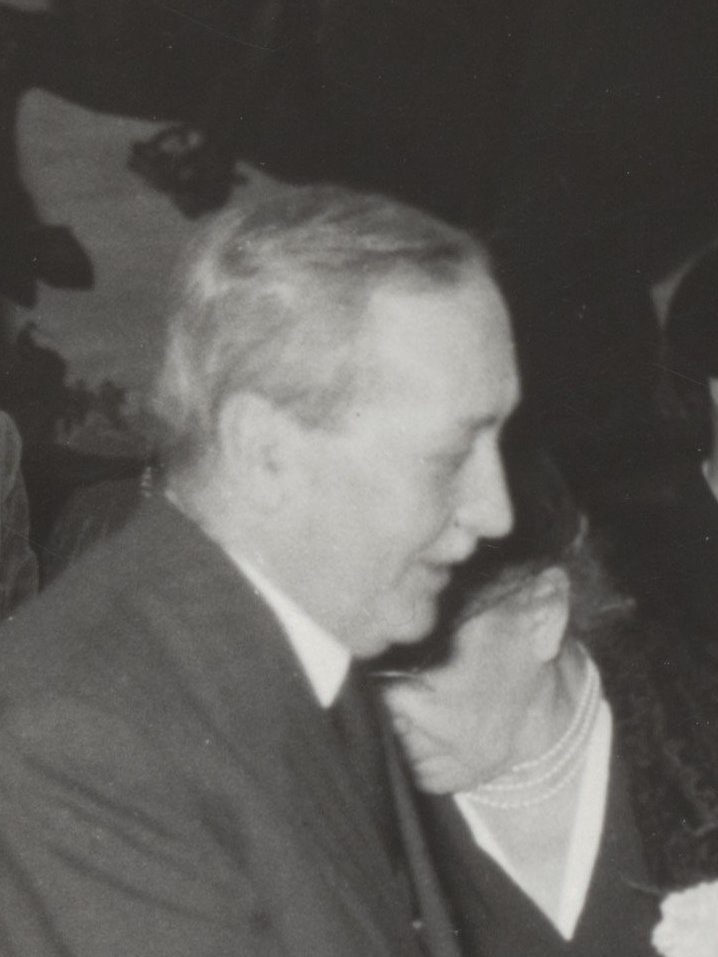
Willem Elsschot (1951)

Willem Elsschot născut Alphonsus Josephus de Ridder (n. 7 mai 1882 Antwerp, Belgia - d. 31 mai 1960 Antwerp, Belgia), a fost un scriitor flamand.

## Opere
- Villa des Roses (1913)
- Een ontgoocheling ("A Disappointment", 1921)
- De verlossing ("Deliverance", 1921)
- Lijmen (1924)
- Kaas (1933), Cașcaval, traducere din neerlandeză de Doina Ioanid și Jan H. Mysjkin, Editura Univers, București, 2020.
- Tsjip (1934)
- Verzen van vroeger ("Poems from the Past", 1934)
- Pensioen ("Pension", 1937)
- Het been (1938)
- De leeuwentemmer ("The Lion Tamer", 1940)
- Het tankschip ("The Tankship", 1942)
- Het dwaallicht (Scurte povestiri, 1946)
- Verzameld werk ("Collected works", 1957)